# Eichhoffen
 Eichhoffen (en alsacià Äschhoffe) és un municipi francès, situat a la regió del Gran Est, al departament del Baix Rin. L'any 2004 tenia 504 habitants.
Forma part del cantó d'Obernai, del districte de Sélestat-Erstein i de la Comunitat de comunes del Pays de Barr.

## Demografia
| 1962 | 1968 | 1975 | 1982 | 1990 | 1999 |
| ---- | ---- | ---- | ---- | ---- | ---- |
| 303  | 358  | 460  | 419  | 393  | 410  |

## Administració
| Període   | Identitat        | Partit |
| --------- | ---------------- | ------ |
| 1935-1971 | Alfred Kieffer   |        |
| 1971-2001 | Armand Wirth     |        |
| 2001-     | Pierre Esslinger |        |